# Gianluca Farina
Gianluca Farina (* 15. Dezember 1962 in Casalmaggiore) ist ein ehemaliger italienischer Ruderer und zweifacher olympischer Medaillengewinner.

## Sportliche Karriere
Farina gewann bei den U23-Weltmeisterschaften 1984 den Titel im Doppelvierer. Bei den Weltmeisterschaften 1985 erreichte er erstmals ein Weltmeisterschaftsfinale in der Erwachsenenklasse. Mit dem Doppelvierer (Farina, Piero Poli, Renato Gaeta und Stefano Lari) belegte er den fünften Platz. 1986 ruderte der italienische Doppelvierer mit Poli, Gaeta, Antonio Dell’Aquila und Farina auf den sechsten Platz bei den Weltmeisterschaften in Nottingham. 1987 traten Poli und Farina im Doppelzweier an, bei den Weltmeisterschaften 1987 verloren sie den Anschluss und belegten abgeschlagen den sechsten Platz.
In der Olympiasaison 1988 rückten Poli und Farina wieder in den italienischen Doppelvierer. In der Besetzung Piero Poli,  Gianluca Farina, Davide Tizzano und Agostino Abbagnale siegte das italienische Boot in Vorlauf, Halbfinale und Endlauf der Olympischen Spiele 1988 in Seoul. Bei den Weltmeisterschaften 1989 siegten die Niederländer, die Italiener ruderten mit Farina, Filippo Soffici, Davide Tizzano und Giovanni Calabrese zur Silbermedaille. Im Jahr darauf gewann der Doppelvierer aus der Sowjetunion den Titel bei den Weltmeisterschaften in Tasmanien. Hinter den Schweizern lieferten sich die Italiener (Massimo Paradiso, Filippo Soffici, Gianluca Farina und Alessandro Corona) mit den Schweden ein Duell um die Bronzemedaille, im Ziel hatten die Italiener fünf Hundertstelsekunden Vorsprung. Bei den Weltmeisterschaften 1991 siegten der sowjetische Doppelvierer beim letzten Auftritt der sowjetischen Ruder-Nationalmannschaft, die Italiener mit Farina, Paradiso, Soffici und Corona erhielten die Silbermedaille vor den Niederländern.
Bei den Olympischen Spielen 1992 siegte der deutsche Doppelvierer vor den Norwegern. Der italienische Vierer mit Farina, Rossano Galtarossa, Corona und Soffici musste gegen die Schweizer bis ins Ziel um die Bronzemedaille kämpfen und lag am Ende um sechs Hundertstelsekunden vorn. Auch bei den Weltmeisterschaften 1993 siegte der deutsche Doppelvierer, hinter den Ukrainern erhielten Farina, Paradiso, Galtarossa und Corona die Bronzemedaille. Für Gianluca Farina war dies das letzte große Finale, bei den Weltmeisterschaften 1995 kam er im Doppelzweier mit Agostino Abbagnale noch einmal auf den dreizehnten Platz.